# 倫敦交響曲
伦敦交响曲，有时又被称为所罗门交响曲，是约瑟夫·海顿受伦敦的音乐会经纪人所罗门邀请，于1791年至1795年间创作的12首交响曲的总称。伦敦交响曲可分为两套，海顿第一次访问伦敦时创作的第93~98号交响曲，和于维也纳和他第二次访问伦敦时创作的第99~104号交响曲。
- D大调第93交响曲（1791）
- G大调第94交响曲，“惊愕”（1791）
- c小调第95交响曲（1791）
- D大调第96交响曲，“奇迹”（1791）
- C大调第97交响曲（1792）
- 降B大调第98交响曲（1792）
- 降E大调第99交响曲（1793）
- G大调第100交响曲，“军队”（1793~1794）
- D大调第101交响曲，“时钟”(1793~1794）
- 降B大调第102交响曲（1794）
- 降E大调第103交响曲，“擂鼓”（1795）
- D大调第104交响曲，“伦敦”（1795）